# 바베트의 만찬
《바베트의 만찬》(덴마크어: Babettes Gaestebud, 영어: Babette's Feast)은 덴마크에서 제작된 가브리엘 악셀 감독의 1987년 드라마 영화이다. 스테판 오드랑 등이 주연으로 출연하였고 보 크리스텐슨 등이 제작에 참여하였다.
한편, 한국에서는 1996년이 되어서야 개봉될 수 있었으며 해당 영화의 배급사였던 영프로덕션(계몽사 계열사)은 해당 영화를 끝으로  영화사업을 잠시 중단하기도 했다.

## 줄거리
19세기 덴마크 윌란반도 서부의 외딴 마을에는 경건한 개신교도 자매 마르티네와 필리파가 살고 있다. 그들의 돌아가신 아버지는 자신만의 경건주의 가정 예배를 세운 목사였다. 새로운 개종자가 없어 나이든 자매는 줄어드는 노년층 신도들을 이끌고 있다.
49년 전, 자매에게는 많은 구혼자들이 있었지만, 아버지는 목회 활동을 돕는 딸들을 곁에 두기 위해 그들을 거절했다. 마르티네는 윌란반도를 방문한 젊은 스웨덴 기병대 장교 로렌스 뢰벤히엘름에게 구혼을 받았다. 필리파는 파리 오페라에서 휴식 중이던 유명한 바리톤 아실 파팽에게 구혼을 받았다. 두 자매는 모두 구혼자들을 거절하고 아버지와 함께 지냈다.
35년 후, 바베트 에르상은 그들의 문 앞에 나타난다. 그녀는 파팽의 편지를 가지고 있었는데, 편지에는 그녀가 파리에서의 반혁명 유혈사태로 인한 난민이며 가정부로 추천한다는 내용이 담겨 있었다. 자매는 바베트를 고용할 형편이 안 되었지만, 그녀는 무료로 일하게 해달라고 간청한다. 바베트는 다음 14년 동안 그들의 요리사로 일하며, 금욕적인 신도들의 일반적인 싱거운 식사를 개선된 형태로 만들고, 그들과 다른 지역 주민들의 존경을 얻는다. 세월이 흐르면서 자매는 신도들 간의 분쟁이 늘어나는 것에 깊은 고통을 받는다. 바베트 또한 괴로워하며, 한때는 엄한 질책으로 논쟁을 중단시키기도 한다.
바베트가 과거의 삶과 연결되는 유일한 고리는 복권이다. 파리의 친구가 매년 복권을 갱신해 주었다. 어느 날, 그녀는 복권에 당첨되어 10,000프랑을 받는다. 당첨 후 그녀는 설립 목사의 백 번째 생일을 기념하여 자매와 작은 신도들을 위해 만찬을 준비하기로 결정한다. 단순한 잔치를 넘어, 이 식사는 바베트의 감사와 자기희생의 표현이다.
자매는 바베트의 식사와 "진정한 프랑스 만찬"을 만드는 비용을 지불하겠다는 그녀의 제안을 받아들인다. 바베트는 조카에게 파리로 가서 잔치에 필요한 재료들을 모아오도록 한다. 재료들은 풍성하고 호화로우며 이국적이었고, 그들의 도착은 마을 사람들 사이에 큰 동요와 논쟁을 불러일으켰다. 이전에는 보지 못했던 다양한 재료들이 도착하고 준비가 시작되자, 자매는 식사가 악마적인 것은 아니더라도 감각적인 사치의 죄가 될까 봐 걱정하기 시작한다. 급히 회의를 한 자매와 신도들은 식사를 먹기로 동의했지만, 식사 중에는 어떤 즐거움에 대해서도 언급하지 않고 음식에 대한 언급도 일절 하지 않기로 한다.
마르티네의 옛 구혼자였던 로렌스는 이제 유명한 장군이 되어 여왕의 궁정 일원과 결혼했으며, 이모인 지역 영주의 부인이자 옛 목사 신도회의 일원으로 초대된다. 그는 다른 손님들의 엄격한 계획을 알지 못하며, 세상 물정에 밝은 사람으로서, 그리고 파리의 옛 주재관으로서, 식사에 대해 논평할 자격이 있는 유일한 사람이다. 그는 손님들에게 특별한 음식과 음료에 대한 풍부한 정보를 들려주며, 몇 년 전 파리의 유명한 카페 앙글레에서 즐겼던 식사와 비교한다. 다른 참석자들이 식사의 세속적인 즐거움에 대해 언급하기를 거부함에도 불구하고, 바베트의 선물은 그들의 불신과 미신을 깨뜨리고, 그들을 육체적으로나 영적으로 고양시킨다. 오랜 잘못은 용서받고, 옛 사랑은 다시 불붙으며, 인간 정신의 신비로운 구원이 식탁 위에 드리워진다.
자매는 바베트가 파리로 돌아갈 것이라고 생각하여 상심한다. 그러나 바베트가 모든 돈을 다 써서 어디로도 가지 않을 것이라고 말하자 자매는 경악한다. 바베트는 자신이 이전에 카페 앙글레의 총주방장이었으며, 그곳에서 12인을 위한 식사 비용이 10,000프랑이었다고 밝힌다. 마르티네는 눈물 흘리며 "이제 당신은 남은 생애 동안 가난할 거예요"라고 말하고, 이에 바베트는 "예술가는 결코 가난하지 않습니다"라고 답한다. 그러자 필리파는 "하지만 이것이 끝이 아니에요, 바베트. 천국에서 당신은 하나님이 원하셨던 위대한 예술가가 될 거예요"라고 말하며 눈물을 흘리며 그녀를 포옹하며 "오, 천사들을 얼마나 매혹시킬까요!"라고 말한다.

## 출연

### 주연
- 스테판 오드랑 (바베트 역)
- 보딜 키에르 (필리파 역)
- 비르기테 페데르스필 (마르티네 역)

### 조연
- 얄 쿨레 (뢰벤히엘름 장군 역)
- 장 필리프 라퐁 (아실 파팽 역)

## 한국어 더빙 성우진(KBS, 1999년 3월 21일)
- 손정아 - 바베트 (스테판 오드랑)
- 설영범 - 로렌츠 (자를 쿨레)
- 이광자 - 마르틴 (비르기테 페데르스필)
- 박민아 - 필리파 (보딜 키에르)
- 이선영 - 해설
- 김계원
- 임종국
- 정민희
- 조달호
- 장승길
- 박미선
- 서광재
- 이윤정
- 김승태

## 스태프
- 감독: 가브리엘 악셀
- 촬영: 헤닝 크리스티안센
- 미술: 스벤 비히만
- 음악: 페르 뇌고르
- 내레이션: 기타 뇌르뷔
- 원작: 카렌 블릭센
- 의상: 칼 라거펠드

### EBS판 스태프 (2021년 12월 3일)
- 프로듀서: 이선희
- 번역: 오은영
- 감수: 김동수
- CG: 조운경
- 편집: 정미현
- 기술감독: 김정수
- 우리말 연출: 강민화
- 기획: EBS
- 우리말 제작: 벼리기획